# Paul Othma
Paul Othma (* 14. November 1905 in Radzionkau, Provinz Schlesien; † 20. Juni 1969 in Brehna) war Elektriker und einer der Streikführer beim Volksaufstand am 17. Juni 1953 in der Deutschen Demokratischen Republik. Er wurde zu 12 Jahren Zuchthaus verurteilt. Im September 1964 wurde Othma, schwer erkrankt, von der Bundesregierung freigekauft und ein halbes Jahr früher aus der Haft an seinen früheren Wohnort entlassen, jedoch posthum erst am 21. August 2001 strafrechtlich rehabilitiert.

## Leben
Paul Othma, Sohn eines Malermeisters, erlernte das Elektrohandwerk und arbeitete von 1921 bis 1941 im Elektrowerk Bitterfeld, danach in den Dessauer Junkerswerken. Nach dem Krieg machte er sich in seinem fünf Kilometer von Bitterfeld entfernten Wohnort Sandersdorf als Radio- und Fernsehfachmann selbstständig, doch die hohen Steuern für Selbstständige zwangen ihn, sein Geschäft aufzugeben. Im März 1953 fand er im Elektrochemischen Kombinat Bitterfeld wieder Arbeit als Elektromonteur.

## Der Streikführer Paul Othma
Am Morgen des 17. Juni 1953 ergriff er bei einer Protestversammlung auf dem Hof des Kombinates das Wort und erklärte sich solidarisch mit den streikenden Bauarbeitern der Stalinallee. Anschließend marschierte er an der Spitze eines Zuges von rund 11.000 Beschäftigten in die Innenstadt von Bitterfeld. Bei einer Kundgebung auf dem Marktplatz erklärte er: „Der Tag der Befreiung ist da, die Regierung ist weg, die Tyrannei hat ein Ende.“ Anschließend wurde er zum Sprecher des Bitterfelder Streikkomitees gewählt. Othma bemühte sich, Gewalt einzudämmen und forderte vor den 30.000 bis zu 50.000 Demonstranten im Stadtzentrum freie Wahlen und die Freilassung der politischen Gefangenen. Die Forderungen der Bitterfelder Streikenden richteten sich gegen die SED-Diktatur und schlossen grundlegende politische Veränderungen ein.

## Verurteilung und Haft
Drei Tage nach dem niedergeschlagenen Volksaufstand wurde Paul Othma verhaftet und im November 1953 „wegen eines Verbrechens nach Art. 6 d. Verf.[assung] d. DDR“ zu zwölf Jahren Zuchthaus verurteilt. Zudem wurde sein gesamtes Vermögen eingezogen und sein Wohnhaus in der Freiligrathstraße 34 zur Hälfte beschlagnahmt. Seine Frau Hedwig wurde deshalb mittellos und war auf familiäre Unterstützung angewiesen. Othma distanzierte sich während der Verhöre in der Untersuchungshaftanstalt Roter Ochse in Halle nicht von den Forderungen der Streikenden. Seine Bemühungen um Wiederaufnahme des Verfahrens, Begnadigung und Haftverschonung scheiterten. Ihm wurde vorgeworfen, dass er von seiner Unschuld weiterhin überzeugt war: Othma betonte in den Gefängnissen Coswig, Torgau und Waldheim stets, dass er sich gewaltlos für eine Demokratisierung der DDR eingesetzt hatte. Während seiner Haftzeit starb seine Mutter, an deren Beerdigung er nicht teilnehmen durfte. Am 1. September 1964, ein halbes Jahr vor dem Ende seiner Strafzeit, wurde er von der Bundesregierung freigekauft; eine Ausreise lehnten die DDR-Behörden jedoch ab. Othma wurde über seinen Freikauf nicht in Kenntnis gesetzt und aus dem Zuchthaus Brandenburg an seinen früheren Wohnort entlassen.

## Nach der Entlassung
Ein Arzt prognostizierte, dass der unheilbar an Leberzirrhose Erkrankte nur noch ein halbes Jahr leben werde. Seine Frau, die er liebevoll Hedy nannte, pflegte ihn zu Hause. Ungeachtet dessen, dass er keine Gewerbegenehmigung erhielt, reparierte er wieder Radios und Fernsehgeräte.
Paul Othma starb am 20. Juni 1969 und wurde auf dem Friedhof in Sandersdorf beerdigt.

## Gedenken
Am 17. Juni 1999 stand die Erinnerung an Paul Othma im Mittelpunkt einer Veranstaltung der Bundeszentrale für politische Bildung im Walther-Rathenau-Gymnasium Bitterfeld.
50 Jahre nach dem Volksaufstand konnte Hedwig Othma, die als Rentnerin die DDR verlassen hatte, am Bitterfelder Rathaus eine Gedenktafel für ihn enthüllen. Am 17. Juni 2003 wurde das Sport- und Gemeindezentrum in seinem Heimatort Sandersdorf in „Paul Othma Haus“ umbenannt.